# لانگویو، شهرستان بنتون، واشینگتن
لانگویو (به انگلیسی: Longview) یک منطقهٔ مسکونی در ایالات متحده آمریکا است که در شهرستان بنتون، واشینگتن واقع شده‌است. لانگویو ۹۲ متر بالاتر از سطح دریا واقع شده‌است.